# 1-es busz (Bük)
A büki 1-es jelzésű autóbusz a Vasútállomás és a Gyógyfürdő, autóbusz-állomás megállóhelyek között közlekedik. A vonalat a Büki Lokomotív Kft. üzemelteti.

## Közlekedése
Mindennap közlekedik körülbelül óránként.

## Útvonala

### Gyógyfürdő felé
Vasútállomás - Vasút utca - Petőfi utca - Kossuth utca - 8614-es számú út - 8634-es számú út - Gyógyfürdő, autóbusz-állomás

### Vasútállomás felé
Gyógyfürdő, autóbusz-állomás - 8634-es számú út - 8614-es út - Kossuth utca - Petőfi utca - Vasút utca - Vasútállomás

## Megállói

### Gyógyfürdő, autóbusz-állomás felé
| Megállóhely neve             | Menetidő |
| ---------------------------- | -------- |
| Vasútállomás                 | 0        |
| Művelődési ház               | 2        |
| OTP Bank                     | 4        |
| Autóbusz vt.                 | 5        |
| Forrás üzletház              | 6        |
| Gyógyfürdő, autóbusz-állomás | 9        |

### Vasútállomás felé
| Megállóhely neve             | Menetidő |
| ---------------------------- | -------- |
| Gyógyfürdő, autóbusz-állomás | 0        |
| Forrás üzletház              | 3        |
| Autóbusz vt.                 | 4        |
| OTP Bank                     | 5        |
| Művelődési ház               | 7        |
| Vasútállomás                 | 9        |